# Boyz II Men
 (novembre 2009).
Si vous disposez d'ouvrages ou d'articles de référence ou si vous connaissez des sites web de qualité traitant du thème abordé ici, merci de compléter l'article en donnant les références utiles à sa vérifiabilité et en les liant à la section « Notes et références ».
Boyz II Men est un groupe masculin de RnB contemporain découvert par Michael Bivins (membre du groupe New Edition), originaire de Philadelphie aux États-Unis, qui a remporté au cours des années 1990 l'un des plus importants succès de l'histoire de la musique américaine.

## Biographie
Les quatre membres du groupe, Wanya Morris, Michael McCary, Shawn Stockman et Nathan Morris se sont rencontrés à la High School of Creative and Performing Arts en 1988.
Leur première scène ensemble se déroule durant l'hiver 1988 au club The Impulse de Philadelphie. Ils commencent leur carrière avec leur premier album intitulé Cooleyhighharmony (qui aura droit à une nouvelle version, la plus connue dans le monde, pour intégrer le tube End of the Road) en 1991 chez Motown (label qui a produit entre autres Marvin Gaye, Stevie Wonder et The Jackson Five).
Ce sont L.A. Reid & Babyface qui donnent leur première chance au groupe d'interpréter le single de la bande originale du film Boomerang en 1992. Ce sera l'un des plus gros succès de l'histoire des États-Unis.
D'après Wanya Morris, le nom du groupe vient de Boys To Men  qui est le nom d'un morceau du groupe New Edition.
Les extraits de l'album sont : Motownphilly, End Of The Road, Sympin, So Hard To Say Goodbye, Uhh Ahh, Uhh Ahh (The Sequel). Boyz II Men bat le record du nombre de semaines passées à la tête des palmarès détenu par Elvis Presley, avec leur single End Of The Road qui est produit par le célèbre duo L.A. Reid & Babyface. Ce record a aussi été dépassé par le titre I'll Make Love To You, premier single de leur deuxième album, produit aussi par Babyface.
En 1993, Boyz II Men sort un album spécial Noël (Christmas interpretations) illustré par trois singles : Silent Night, Let It Snow et Share Love et un passage dans un épisode de la série télévisée Le Prince de Bel-Air.
En 1994, apparaît dans les bacs le second opus II. Il se vendra à plus de quatorze millions d'exemplaires ce qui leur vaudra un disque de diamant. L'un des titres phares est I'll Make Love To You qui fut d'ailleurs la principale raison du succès de II. Les titres extraits de l'album sont I'll Make Love to You, On Bended Knee, Thank You, Water Runs Dry et Vibin.
Ils font également un duo avec la chanteuse Mariah Carey, One Sweet Day, qui leur permettra de battre leur propre record du nombre de semaines passées à la tête des charts.
En 1995, ils participent à l'album de Michael Jackson HIStory : Past, Present and Future - Book 1.
Cette même année, leur maison de disques sort un album de remix et d'inédits contenants notamment Vibin' (remix) (avec les collaborations des rappeurs Craig Mack, Busta Rhymes, Method Man…), Brokenhearted (duo de Wanya Morris avec sa petite amie d'alors, la chanteuse Brandy) et Hey Lover (en duo avec LL Cool J).
En 1997, le troisième album, Evolution, sort. Les extraits de l'album sont : Four Seasons Of Loneliness, A Song For Mama, Can't Let Her Go et Doin' Just Fine. Le choix du premier single provoque un désaccord entre la maison de disques (Motown) qui veut qu'ils sortent A Song For Mama en premier, et le groupe qui préférerait sortir Four Seasons Of Loneliness. Finalement, Boyz II Men aura gain de cause, mais ce deuxième désaccord aura des conséquences. En effet, malgré le succès de l'album, Boyz II Men quittera Motown.
Au début de l'année 2000, le groupe enregistre un nouvel album Nathan Michael Shawn Wanya chez Universal. Les extraits de l'album sont Pass You By et Thank You In Advance. L'album est loin d'être un succès et d'ailleurs les membres du groupe avoueront eux-mêmes avoir manqué d'inspiration.
En 2002, le groupe signe chez Arista et revient avec Full Circle. Le seul extrait de l'album est The Color Of Love et est réalisé par quatre réalisateurs différents (un pour chacun des membres du groupe). Pendant la promotion de l'album, Michael McCary décide de quitter le groupe pour raisons médicales.
En 2004, les trois membres restants sortent Throwback Volume I qui se trouve être une compilation de reprises de musique soul.
L'album The Remedy, exclusivement destiné au marché japonais puis disponible via le site officiel du groupe, sort en 2006.
En novembre 2007, Boyz II Men revient avec A Journey Through Hitsville USA, opus de reprises des grands tubes de la Motown.
Deux ans plus tard, Love, un nouvel album de reprises avec des collaborations inédites est dans les bacs.
En octobre 2011, 20 ans après la sortie de leur premier album, Twenty est édité. Ils se sont à l'occasion produits en concert à Paris le 19 janvier 2012.
Twenty contient plusieurs chansons réalisées par les producteurs historiques du groupe : Kenneth « Babyface » Edmonds, Jimmy Jam & Terry Lewis ainsi que Tim Kelley & Bob Robinson. Cet album comprend également la chanson Flow qui constitue la première collaboration des Boyz II Men avec Teddy Riley, l'inventeur du new jack swing.
Pendant une partie de l'année 2013, ils font une tournée avec les groupes New Kids On The Block et 98 Degrees.
L'album Collide est sorti le 21 octobre 2014.
En 2018, ils assurent la première partie du 24K Magic World Tour de Bruno Mars durant toute sa tournée américaine et canadienne.

## Discographie

### Albums studio
- 1991 : Cooleyhighharmony
- 1993 : Christmas Interpretations
- 1994 : II
- 1997 : Evolution
- 2000 : Nathan Shawn Michael Wanya
- 2001 : Legacy: The Greatest Hits Collection (Best Of)
- 2002 : Full Circle
- 2004 : Throwback, Vol. 1
- 2005 : Winter/Reflections
- 2006 : The Remedy
- 2007 : Motown: A Journey Through Hitsville USA
- 2009 : Love (en)
- 2010 : Covered Winter (en)
- 2011 : Twenty (en)
- 2014 : Collide (en)
- 2017 : Under the streelight

#### Stonecreek
- L'artiste Uncle Sam fut la première signature du label Stonecreek (partenariat avec Sony Music[3]) fondé par Boyz II Men le 13 février 1996[4].